# Paul Sabatier
Paul Sabatier (ur. 5 listopada 1854 w Carcassonne, zm. 14 sierpnia 1941 w Tuluzie) – francuski profesor chemii uniwersytetu w Tuluzie w latach 1884–1930, laureat Nagrody Nobla w dziedzinie chemii w roku 1912, członek Francuskiej Akademii Nauk, członek zagraniczny Królewskiej Holenderskiej Akademii Nauk i Sztuki, Royal Society (1918), American Chemical Society, członek honorowy PTCh (1924). 
Prowadził prace badawcze nad katalizą, głównie uwodorniania związków węgla w obecności rozdrobnionych metali (Fe, Cu, Co, Ni, Pt) oraz kondensacji i izomeryzacji przez tlenki i chlorki. Opracował teorię procesów katalitycznych. 
Jest autorem monografii Kataliza w chemii organicznej (1913, wiele wydań i tłumaczeń).